# Giorgio Mondini
Giorgio Mondini, född 19 juli 1980 i Genua, Italien, är en schweizisk racerförare.

## Racingkarriär
Mondini slog igenom 2003 då han blev sjua totalt i Formula Renault V6 Eurocup. 2004 vann Mondini titeln efter tre delsegrar under säsongen. 2005 hade Mondini en totalt misslyckad säsong i Formula Renault 3.5 Series, och han lyckades heller inget vidare i ett antal inhopp i GP2 samma säsong. Tack vare sponsorpengar blev Mondini ändå testförare för Midland F1 under 2006 där han körde nio dagar, och även en dag för Renault F1. 2007 och 2008 var dock säsonger som inte gav något alls, och faktum var att Mondini inte körde en enda seriös tävling under hela 2008.